# George Moore
Pour les articles homonymes, voir George Moore (homonymie) et Moore.
George Augustus Moore (24 février 1852 - 21 janvier 1933) est un romancier, poète, auteur dramatique et critique d'art irlandais. 

## Biographie
George Moore est le fils aîné des quatre enfants de George Henry Moore de Moore Hall, dans le comté de Mayo, et de Mary Blake de Ballinafad, comté de Galway ; son frère cadet, Maurice George Moore, suit une carrière militaire puis politique. 
Né dans une famille catholique, et désirant tôt devenir un artiste, George Moore étudia l'art à Paris durant les années 1870, où il se lia avec d'autres artistes français de l'époque, comme Manet.

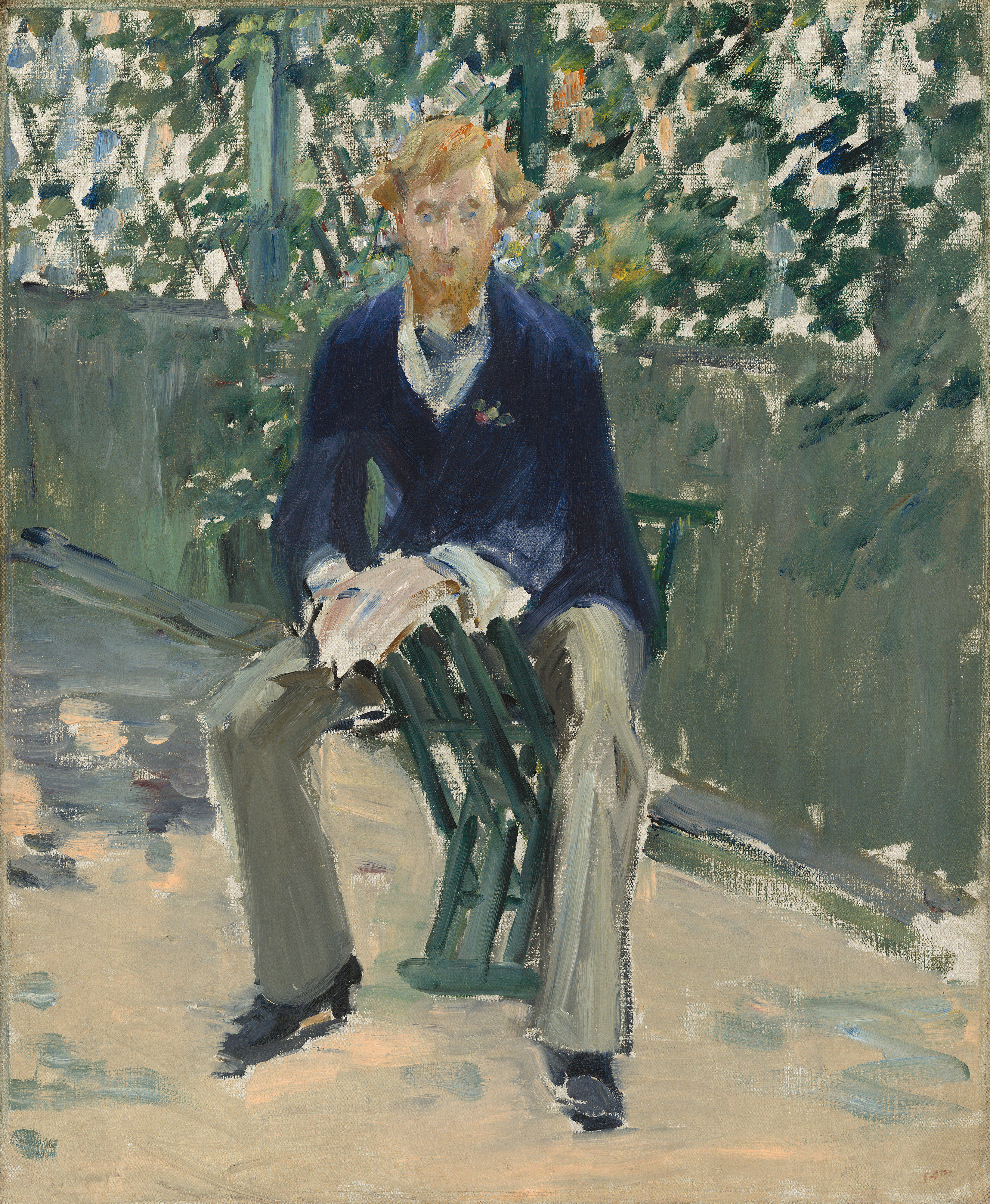
George Moore dans le jardin de l'artiste
Édouard Manet, vers 1879
National Gallery of Art (Washington)

En 1879 celui-ci fit son portrait dans son jardin; cette œuvre appartint vers 1966 à la collection des époux Paul Mellon ou à celle de Mrs Mellon  Bruce (reprod. sous le no 43 du catalogue de l'exposition French  Paintings - Washington, National Gallery of Art, 1966). 
Il fréquentait le salon littéraire de Geneviève Halévy ou l'on croisait Réjane, Lucien Guitry, Paul Bourget ou le peintre Edgar Degas.

## Œuvres
- Fleurs de passion (titre original : Flowers of Passion, 1878) ;
- La Femme du cabotin (titre original : A Mummer's Wife, 1885) ;
- Un drame en mousseline (titre original : A Drama in Muslin, 1886) ;
- Confessions d'un jeune anglais (titre original : Confessions of a Young Man 1888)[5] ;
- Esther Waters (publié en anglais en 1894) ;
- Reminiscences of the Impressionists Painters, Dublin [1906], London [1914] ;
- Mémoires de ma vie morte  (titre original : Memoirs of my dead life of galanteries meditations and remembrances soliloquies or advice to lovers, 1921) ;
- Vaine Fortune (publié dans La Revue hebdomadaire en 1903. Traduit par J.-H. Rosny [6]).